# Zielflugstaffel 12
Die Zielflugstaffel 12 (ehemals Fliegerstaffel 12) ist eine Miliz-Fliegerstaffel der Schweizer Luftwaffe und gehört zum Flugplatzkommando 7. Ihre Heimatbasis ist der Militärflugplatz Emmen.

## Geschichte

### Fliegerkompanie 12 – Fliegerstaffel 12
Im Jahr 1925 erfolgte die Gründung der Fliegerkompanie 12. Von 1939 bis 1950 benutzte die Fliegerkompanie Flugzeuge des Typs Morane D-3801. 1945 erfolgte die Umbenennung in Fliegerstaffel 12. Das ursprüngliche Wappen der Fliegerstaffel 12 war eine weisse Hellebarde mit der Zahl 12 auf der Klinge und Schwarzen Flügeln am Stiel vor rotem Hintergrund.
Mit der De Havilland DH.100 Vampire erhielt die Staffel 12 im Jahr 1952 ihre ersten Jetflugzeuge. Laut Michael Napier war der Kriegsflugplatz der Staffel der Flugplatz Interlaken. Anlässlich der Armeeflugmeisterschaft 1962 massen sich die Piloten der Staffel 12 mit ihren Kollegen unter anderem im Bombenabwurf am Rickenpass und erreichten in der Gesamtrangliste Rang acht von achtzehn Equipen.
Die Flugzeuge Vampire waren bis ins Jahr 1969 von den Frontstaffeln zurückgezogen worden und wurden nur noch für die Pilotenausbildung verwendet. Die Staffel 12 flog laut Militärfliegervereichnis 1970 des Waffenchefs der Flieger- und Flabtruppen zu Beginn jenes Jahres die Venom. In diesem Jahr wurde sie aufgelöst.

### Geschichte der Zieldarstellung

#### Einheiten
Die Aufgaben der Zieldarstellung erfüllten die Piloten des Zielfliegerkorps. Es ist bekannt, dass 1946 ein Pilot des Zielfliegerkorps verunglückte und in einer Totentafel erwähnt wurde. Es existierte sicher ein Zielfliegerkorps 5 zum Zeitpunkt 1961, das auf dem Aufgebotsplakat von 1960 erstmals bemerkt worden war. Die militärische Kurzbezeichnung lautete 1963 ZFK in Grossbuchstaben. In der "kleinen Heereskunde" der Fourier-Zeitschrift stand das Zielfliegerkorps 1967 auf derselben Ebene mit den Fliegerregimentern und dem Flieger-Einsatzstab, also zwei Ebenen über einer Staffel und 1982 unterstand es direkt der Flugwaffenbrigade.
Zum Zeitpunkt 1964 endete eine Pilotenlaufbahn in einer Frontstaffel mit 36 Jahren, danach wurden die Piloten, welche nicht in Stäbe gingen, ins Zielfliegerkorps als Reserve eingeteilt. 1975 gab es rund 100 solcher Reservepiloten. Im Jahr 1989 hielt der Kommandant des Zielfliegerkorps, Major U. Bodmer, vor der Zürcher AVIA-Gesellschaft (Offiziere der Fliegerabwehrtruppen) einen Vortrag mit dem Titel «PC-9 und Zielflugkonzept 1991». Schon im Sommer 1990 fand in Emmen eine Abschiedsfeier für die Vampire statt, nur das Zielfliegerkorps 5 betrieb die Vampire-Flugzeuge weiter bis Ende Jahr, als die sechs letzten Flugzeuge am 19. Dezember zur Einlagerung nach Sion überflogen wurden.
Ab 1991 wurde die Zielflugstaffel 12 als Dienstleistungsstaffel gebildet und erfüllte die Aufgaben des Zielfliegerkorps – die Dienstleistungen der Staffel konnten laut Angaben von 1997 während 47 Wochen beansprucht werden, die Staffel verfügte zu diesem Zeitpunkt auch über die grösste Zahl eingeteilten Piloten aller Staffeln. Die Staffel 12 betrieb die PC-9, zudem waren bis Anfang 2018 Piloten in der Staffel, welche die Tiger flogen. Auch die Piloten der Staffel 16 wurden für Zielflüge für die Flab beigezogen, im Weiteren stellte diese Staffel Piloten, um Luft-Luft-Schleppflüge mit Tigern zu fliegen. Die Piloten der Tiger-Milizstaffel 19 qualifizierten sich um das Jahr 2008 für den Schlepp im Luft-Luft-Schiessen und kamen sicher bei der in der Jahrespublikation der Luftwaffe 2024 beschriebenen Kampagne  zum Einsatz. Die Aufgabe des Luft-Luft-Schlepps mit Tiger wird wegen Pilotenmangel auch von Berufsmilitärpiloten wahrgenommen.

#### Luft-Luft

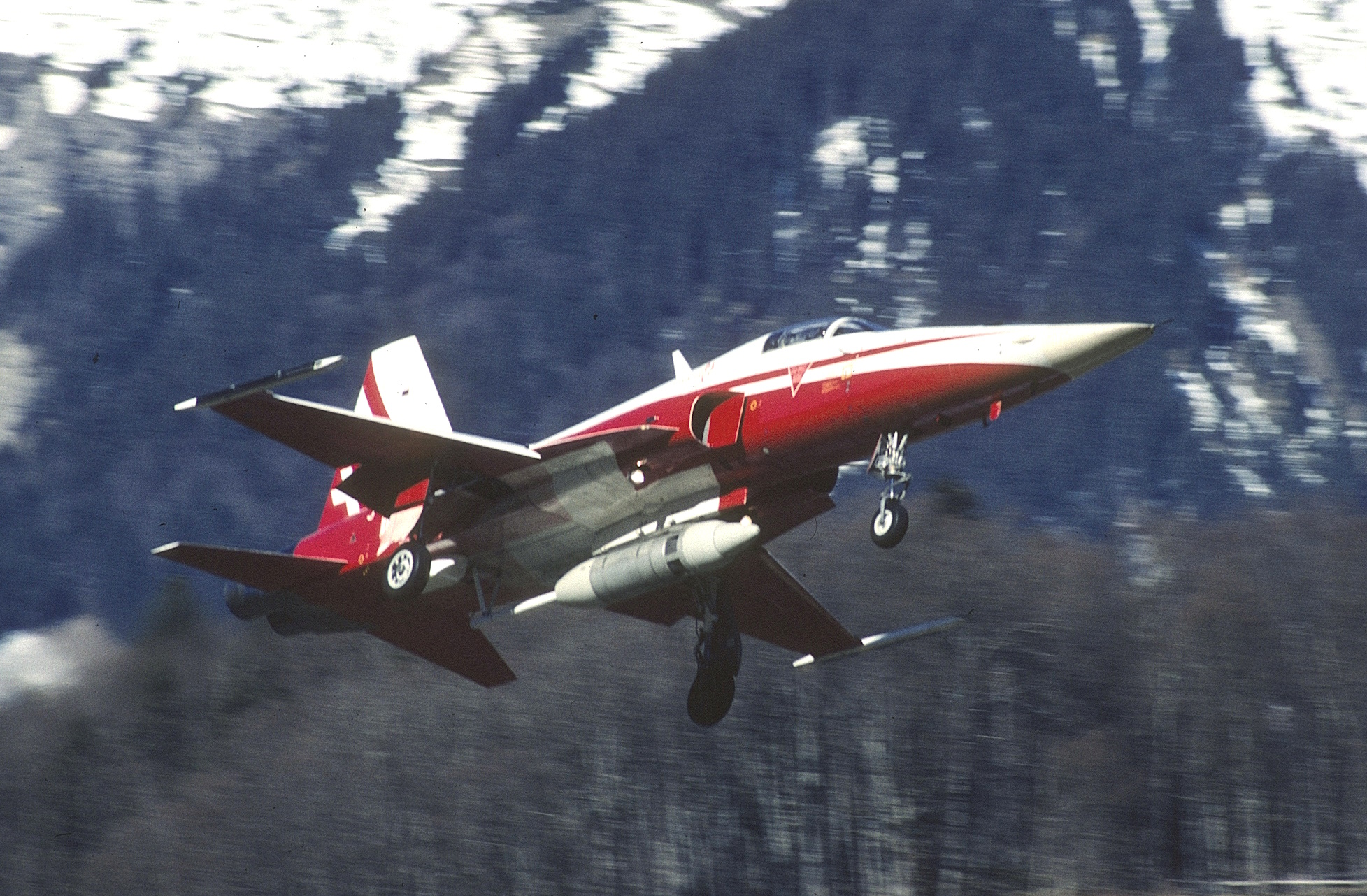
F-5E Tiger mit der Zielschleppwinde für Luft-Luft Zielschlepp an der Rumpfhalterung

Erste Zielflugaufgaben für das Luft-Luft-Schiessen mit Rohrwaffen wurden in den 1930er-Jahren mit Häfeli DH-5A Doppeldeckern durchgeführt, die mit einem Wechselsatz am Flugzeug eine "Udet-Scheibe" aus Tuch schleppen konnten. Dieses Ziel wurde eingeführt, nachdem im Frühjahr 1930 Ernst Udet seine Entwicklung in Dübendorf vorgeführt hatte, geschleppt von einem Flugzeug Flamingo. Eine weitere Möglichkeit, auf ein bewegtes Ziel, nicht aber auf ein Flugzeug zu schiessen, bestand darin, dass der Schütze auf den Schatten eines Flugzeuges auf einem See schoss. In den 1940er-Jahren übernahm die Fokker CV-E die Aufgabe des Zielschlepps. Das Schattenschiessen fand über dem Neuenburgersee statt, zum Beispiel mit den Flugzeugtypen Me-109 und Morane.

Erste Versuche fanden mit einem Dart Tow Target statt ähnlich dieses Pfeilziels in Taiwan 1969

Nach Einführung der Jet-Flugzeuge sah das Kommando der Flieger- und Flabtruppen keinen Bedarf mehr für das Luft-Luft Kanonen-Training und es wurde eingestellt. Ein Umdenken erfolgte 1972 aufgrund einer Studie zu israelischen Erfahrungen. Nachdem die Armeeführung eine Wiederaufnahme veranlasst hatte, musste ein dafür geeigneter Schiessplatz gefunden werden. Auch das schlussendlich gewählte Areal Furka/Dammastock war entgegen der ursprünglichen Anforderungen keineswegs ganzjährig verfügbar, sondern nur eine kurze Schiess-Saison während der Wintermonate. Versuche starteten im Winter 1973/74 mit einem pfeilförmigen "Dart Tow Target", welches von der für Versuche zur Verfügung stehenden Mirage III C gezogen wurde. Bei einem Beschuss wurde das Kabel durchtrennt und der Pfeil flog mit seiner kinetischen Energie bis neben die Kirche von Amsteg. Die Armee beschaffte daraufhin ein weiches Ziel, einen Schleppsack, der mit einer Seilwinde vom schwedischen Typ MBV-2 geschleppt wird. Die Auswertung erfolgt mit einem Gerät beim Schleppsack, dem Hit Indicator. Dessen Präzisionsmikrophon registriert Treffer und dessen Aufzeichnungen von Amplituden lassen aufgrund des Schalldrucks auch die Ermittlung von Distanzen zu.

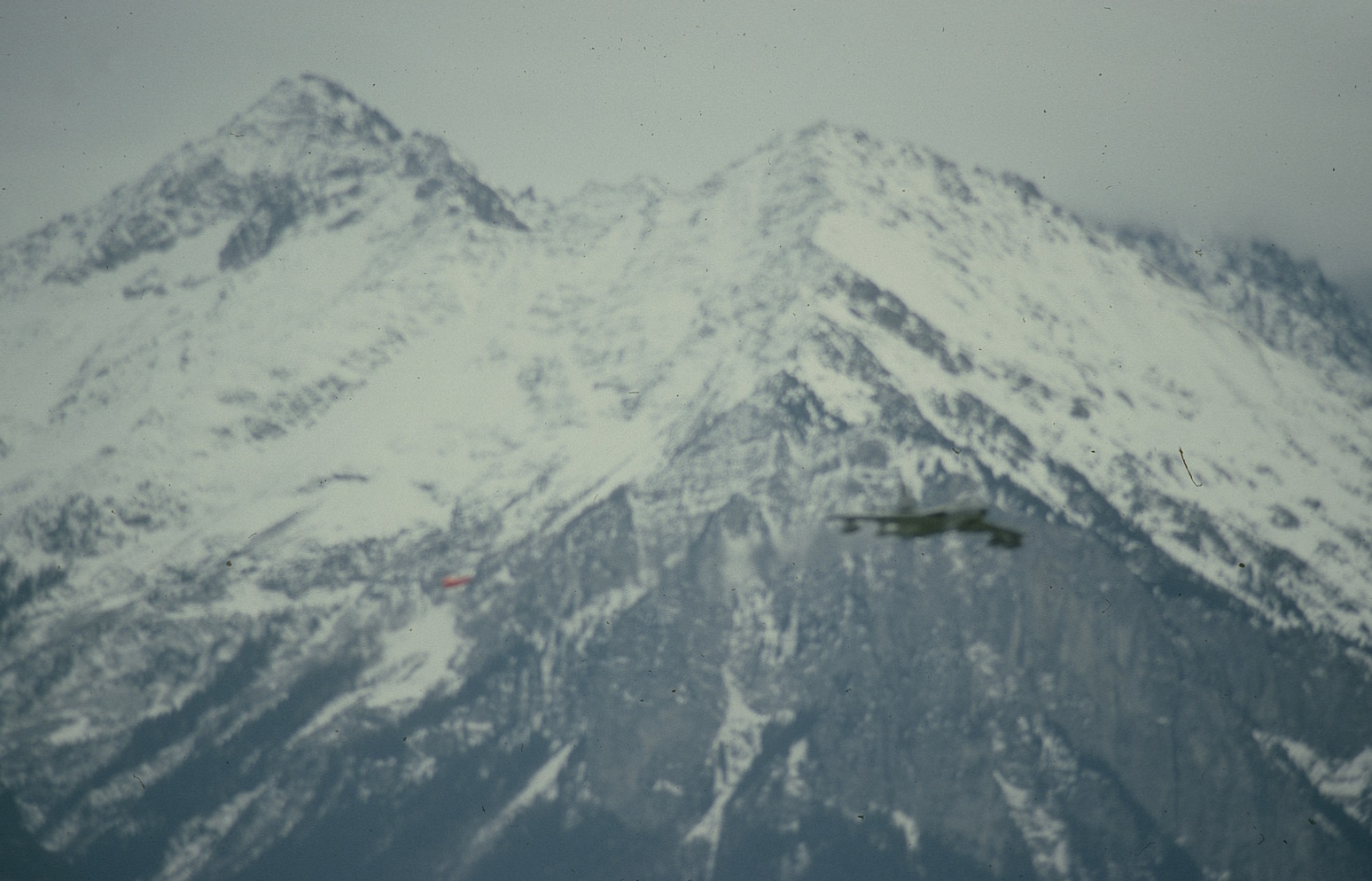
Über dem Flugplatz Meiringen erscheint im Winter 1991/92 ein Hunter mit Schleppziel Luft-Luft

Die Hunter mit den Nummern J-4101 bis J-4110 konnten nach Anpassungen in den Folgejahren als Schleppflugzeug für das Luft-Luft-Schiessen verwendet werden. Schlepp-Einsätze erfolgten mit diesen Huntern ausschliesslich von Meiringen aus. 1994 übernahmen vier F-5E in Patrouille Suisse Farben die Schlepp-Aufgabe der Hawker Hunter mit demselben Schleppwindentyp beim einzigen in der Schweiz dafür verwendeten Schiessplatz Dammastock. Geflogen wird wie zuvor von Meiringen und dies während zweier Wochen im Jahr. Getestet wurden die Anpassungen zum Gebrauch der Schleppwinde am Tiger zuvor mit der Maschine J-3001, die zu dem Zeitpunkt bei der GRD im Einsatz war. Stand Dezember 2023 standen nach dem Absturz der J-3089 grundsätzlich noch drei für Schlepp geeignete F-5E zur Verfügung, davon hatte jedoch eine Maschine einen defekten Pylon.
Ein Luft-Luft-Schiessen mit Lenkwaffen wurde in der Schweiz noch nie durchgeführt. Die Falcon-Lenkwaffen wurden in den USA zur Probe geschossen, während mit Sidewinder-Lenkwaffen in Schweden scharf geschossen wurde.

#### Boden-Luft

##### Schleppziel

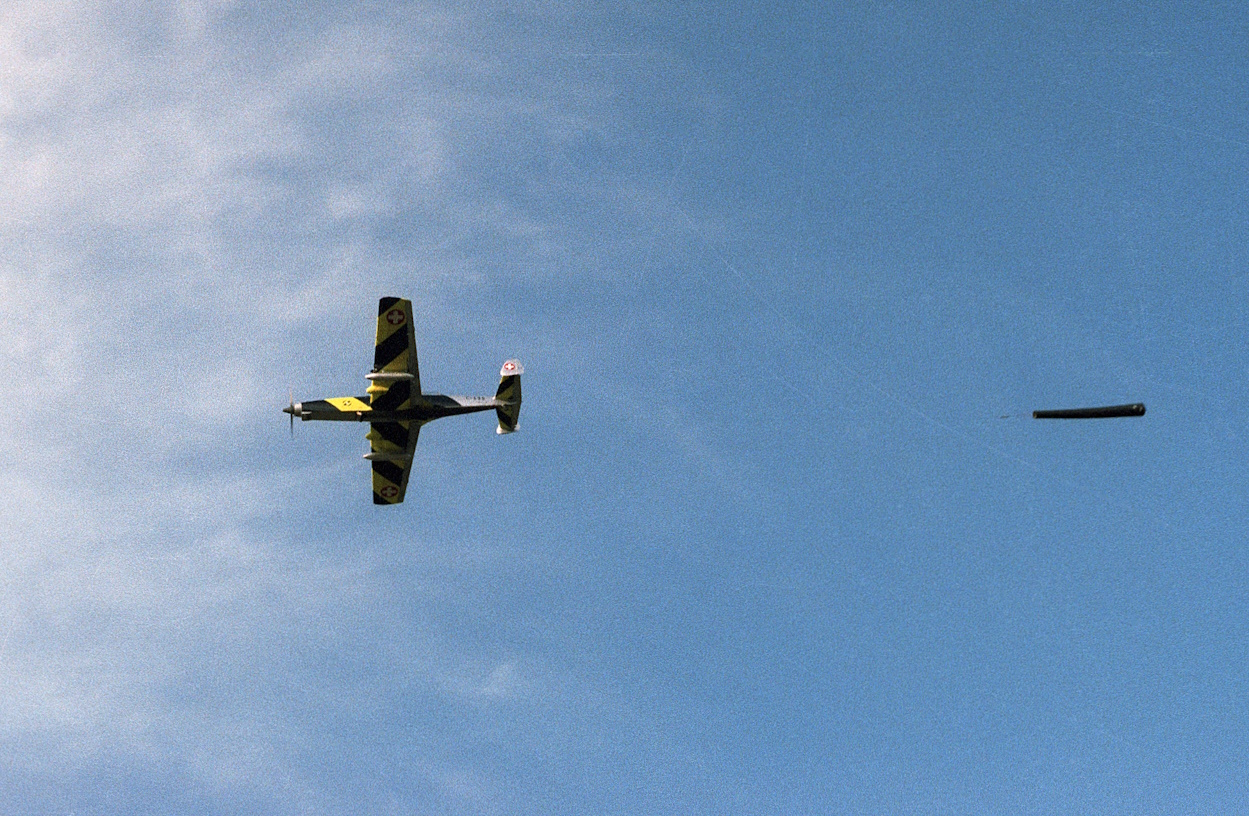
Ein C-3605 Zielschlepper hat nach seinen Zielflügen das Schleppziel mit der Winde wieder eingezogen und wird ihn zur Auswertung abwerfen.

Ab 1953 wurden ausgemusterte Erdkampfflugzeuge vom Typ C-3603 eingesetzt zum Schlepp von Zielen für die Fliegerabwehr, sie erhielten dazu eine Seilwinde vom Typ SZW-52.
Nach einem Umbau von 24 Stück dieser Flugzeuge auf Turbinenantrieb betrieb das Zielfliegerkorps die nun C-3605 genannten Flugzeuge bis 1987 als Zielschleppflugzeuge. Die Winde wurde nun hydraulisch betrieben und ein Hit-Indicator ermöglichte  die Feststellung direkter Treffer  von Geschossen. Die C-3605 wurden 1987 durch die PC-9 ersetzt. Diese Flugzeuge kamen zu Beginn zum Zielfliegerkorps 5 und trugen wie schon die C-3605 das Zeichen des Zielfliegerkorps. Zu dieser Zeit kamen bei Schleppaufträgen die Schleppwinden vom Typ RM-12 zum Einsatz. Später wurden die Seilwinden RM-12 durch solche des Typs RM 24 ersetzt. Im 2020 wurde der Betrieb der Seilwinde RM 24 eingestellt.

##### Zieldarstellung ohne Schlepp
Schon früh war die Technik des Spiegelschiessens beim Training der Flugabwehr Boden-Luft bekannt. Bis mindestens im Jahr 1957 wurde auch noch mit grosskalibriger Flak auf ein Spiegelbild des Flugzeuges gezielt, und 180 Grand in die entgegengesetzte Richtung des anfliegenden Flugzeuges ins Zielgebiet gefeuert. In einer Quelle wird erwähnt, dass auch noch Jet-Flugzeuge vom Typ Venom mit schwerer Flab derart "beschossen" wurden. Auch 40 Jahre später schossen die Kanoniere der einzig übrig gebliebenen Kanonen-Flab auf Schweizer Fliegerschiessplätzen nur zum Teil und nur tags auf Schleppsäcke, in der Nacht kam ausschliesslich das Spiegelschiessen zur Anwendung. Bereits ab 1967 kam dabei eine erste Schussfehlervermessungsanlage SFV 67 zum Einsatz. Das System arbeitete mit Fotos von zwei Spezialkameras und Radar. Die Auswertung mit einem Lochbandsystem für die Radardaten dauerte nicht unter zwei Stunden, da deren Daten über Telex in ein Rechenzentrum und zurück übermittelt werden mussten. Das System konnte das Spiegelschiessen auswerten (im Jahr 1977 auch als «Versetzt-Schiessverfahren» bezeichnet). Für 1978 war laut Quelle aus dem Jahr 1977 die Einführung der neuen Vermessungsanlage SFV 71 erwartet worden, welche einen über einen eigenen Rechner zur rascheren Auswertung verfügte.
Die seit 1990 entwickelte und Ende 1995 in S-chanf eingeführte Schussfehlervermessungsanlage SFV 90 stellt die Auswertung in Echtzeit zur Verfügung. Immer noch verfolgen und vermessen dabei zwei Kameras die Flugbahnen der Geschosse und des erfassten Zieles, deren Bahnen im Rechner virtuell übereinandergelegt werden.

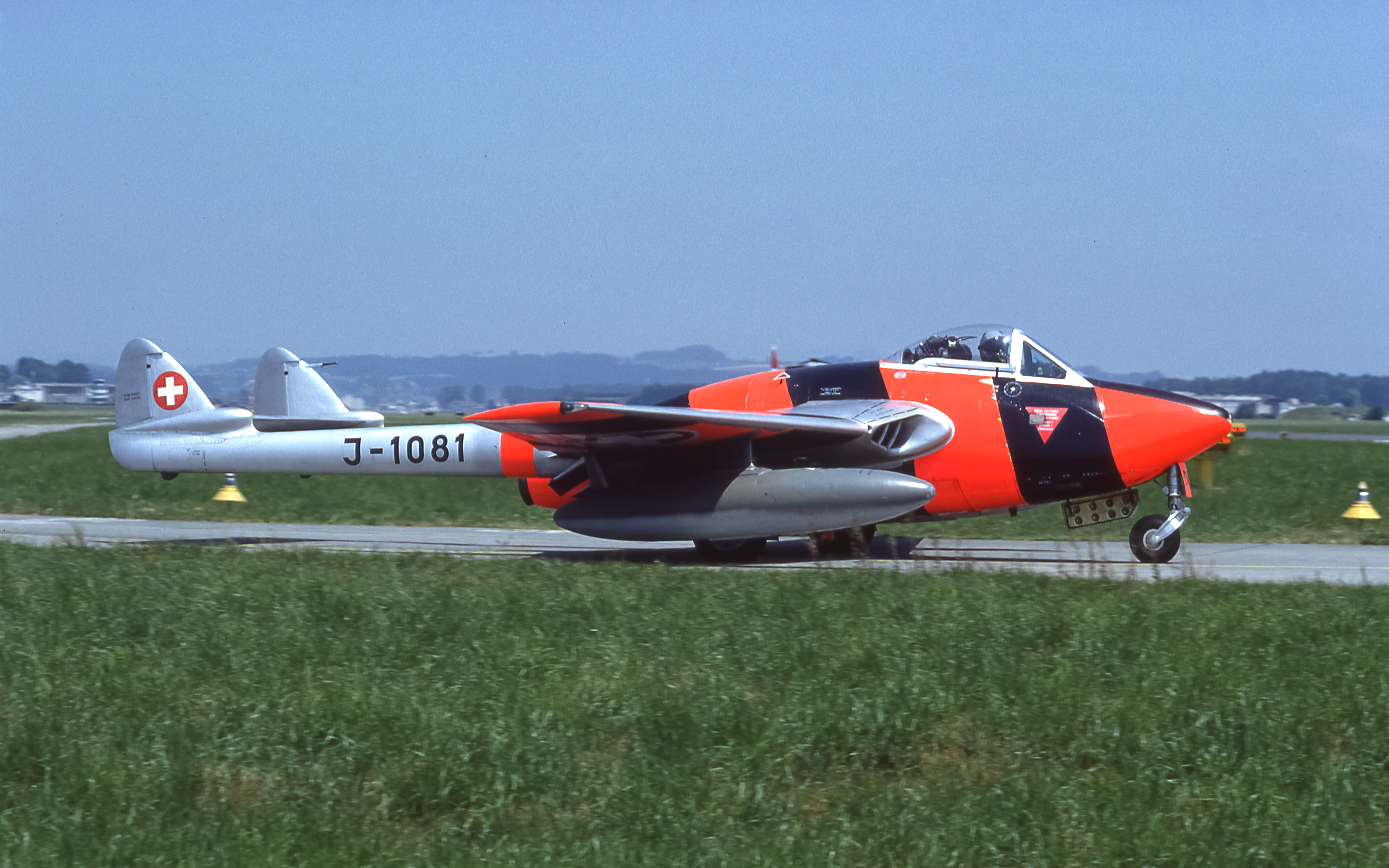
Vampire in der Bemalung als Zieldarstellungsflugzeug

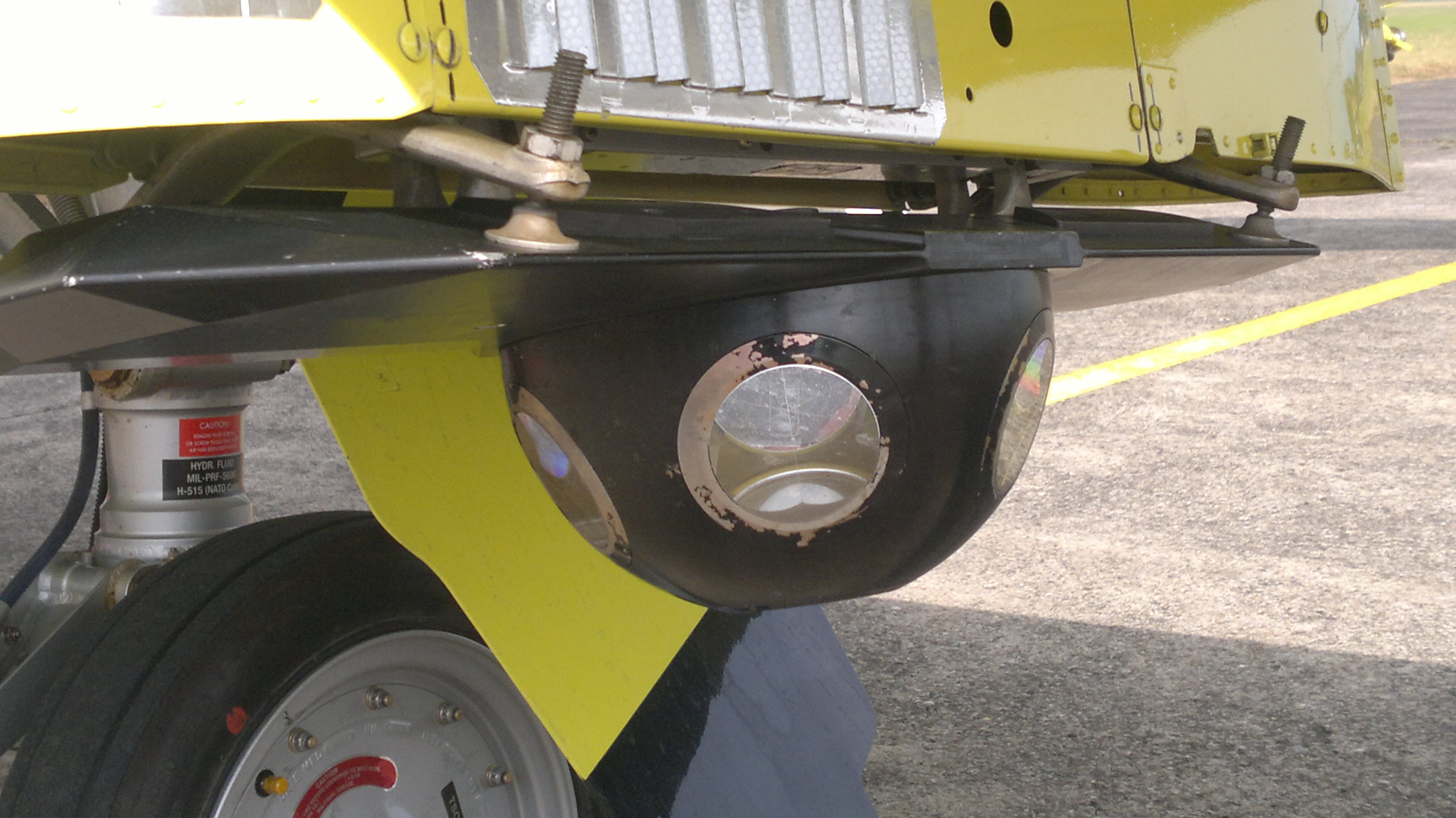
Reflektor an einer PC-9

Die Flugzeuge DH.100 Vampire wurden vom Zielfliegerkorps bis 1990 zur Zieldarstellung verwendet. Total 17 Vampire erhielten dazu eine auffällige Schwarz-Orange Lackierung sowie Düppelwerfer. Mindestens eine Vampire erhielt das gleiche Schema als schwarzgelbe Lackierung.
Von 1990 bis 1994 ersetzte der Hawker Hunter die De Havilland DH.100 Vampire als Zieldarstellungsflugzeug. 1995 übernahmen F-5E in Patrouille-Suisse-Farben wiederum die Aufgabe der Hawker Hunter. Für die Lenkwaffen-Flab werden mit Tiger und PC-9 nur Zieldarstellungsflüge geflogen.
Bei der PC-9 kamen für Zieldarstellungsflüge  Reflektoren zum Einsatz. Geflogen wurde auch in steilen Anflügen von 27 Grad und auch mit zwei Flugzeugen gleichzeitig, da ein Angriff mit zwei Flugzeugen bei der Flab Reaktionen erfordert.
Nach dem Ausscheiden der PC-9 aus der Luftwaffe wurden die Piloten der Zielflugstaffel 12 zur Zieldarstellung auf PC-7 umgeschult, zudem war vorgesehen, etwa 30 Flugstunden der PC-21-Flugzeuge der Fliegerschule dafür aufzuwenden und auch Helikopter einzusetzen.

### Zielflugstaffel 12

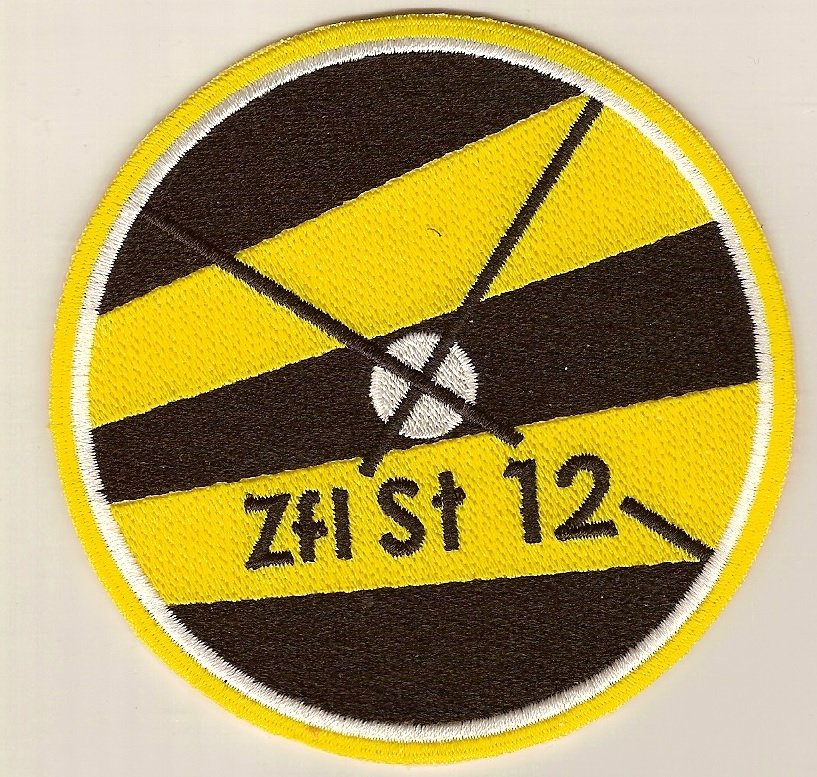
Staffelabzeichen der Zielflugstaffel 12.

Die Zielflugstaffel 12 wurde aller Wahrscheinlichkeit nach 1991 geformt. Die Besatzung besteht mehrheitlich aus ehemaligen Milizpiloten der Frontstaffeln, die das Alterslimit auf Kampfflugzeugen erreicht haben. Ihre Hauptaufgabe besteht darin, fliegende Ziele als Luftbedrohung für verschiedene Einheiten der Armee darzustellen. Der Hauptkunde ist die Fliegerabwehr. Im Jahr 2002 waren 32 Piloten in der Zfl St 12 eingeteilt, um das Jahr 2009 waren es 35 Piloten. Die Piloten leisteten laut Quellen von 2002 und 2017 zwischen 20 und 25 Flugtage pro Jahr.
Ab 1. Januar 2018 flog die Staffel 12 mit 6 PC-9, Tiger wurden von deren Piloten ab diesem Zeitpunkt nicht mehr geflogen. Ab 2019 wurden die nun noch 12 Piloten der Staffel 12, davon 2 Berufs-Militärpiloten, sowohl für Spiegelschiessen als auch für Schleppsack-Einsätze aufgeboten.
Die Zielflugstaffel 12 teilte sich die Flugzeuge PC-9, die sie als Zieldarsteller und als Zielschlepper für das Boden-Luft-Training einsetzte, mit der auf Elektronische Kriegsführung spezialisierten Fliegerstaffel 24. Diese setzte die PC-9 mit dem Radarstörer Vista 5 von Ericsson ein. Die Fliegerstaffel 24 wurde 1994 in die Zielflugstaffel 12 integriert.
Im Jahr 1995 flogen die Piloten 1750 Einsätze und als einzige Staffel der Luftwaffe taten sie dies mit zwei verschiedenen Flugzeugtypen. Sie war zu diesem Zeitpunkt wie die Staffel 14 in kein Regiment eingeteilt, sondern unterstand direkt der Brigade 31.
Ein Artikel über das Luft-Luft-Schiessen am Dammastock aus dem Jahr 2011 erwähnt einen Milizpiloten der Zielflugstaffel 12 als Schleppflieger. Während der Start für diese Luft-Luft-Schleppeinsätze immer in Meiringen erfolgt, flogen die PC-9 von verschiedenen Plätzen, speziell auch ab Samedan, der in der Nähe des ab 2018 einzigen noch betriebenen Schiessplatzes der M-Flab in S-chanf liegt. Die Koordinierungsstelle der Staffel befand sich 2002 in Emmen, nach einer Quelle aus dem Jahr 1997 hatte sich das Koordinationsbüro in Dübendorf befunden.
Aufgrund der geplanten Einführung moderner Luftabwehrsystemen unter der Bezeichnung BODLUV 2020 war beschlossen worden, den Zielflugbetrieb mit den PC-9 per Ende 2016 einzustellen, da solche Übungen mit modernen Systemen nicht mehr nötig seien. Nachdem bei diesem Projekt erst die RAPIER Lenkwaffen, dann die STINGER und das mittlere Fliegerabwehrkanonensystem Oerlikon 35 mm durch ein neues System ersetzt werden sollten, verzögerte sich die Ausserdienststellung der PC-9. Zeitweise war vorgesehen, vier PC-9 bis 2025 weiter zu nutzen, zwei Maschinen als Zielschlepper und die anderen zwei als Radarstörer.
Ende 2022 wurde dann der Flugbetrieb der PC-9 definitiv eingestellt, und die Piloten der Staffel wurden auf PC-7 umgeschult.

## Zwischenfälle

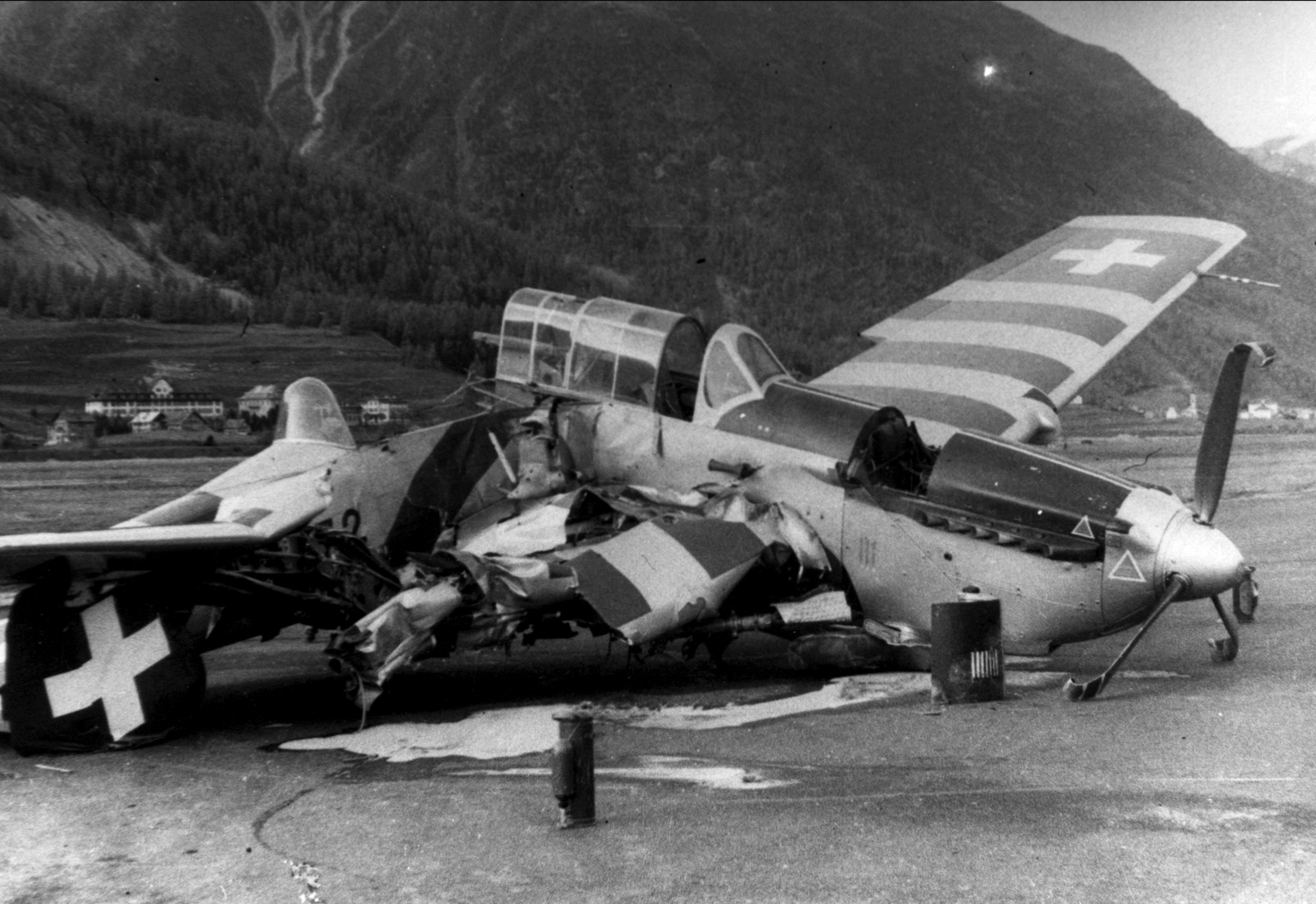
C-3603 mit der typischen Zielflug-Bemalung des Zielflugkorps (silber mit roten Streifen) nach einem Unfall in Samedan

Vier Morane D-3801 der Fliegerstaffel 12 kollidierten am 16. März 1946 oberhalb Guttannen am Bänzlauistock, als der Verband von Sitten nach Interlaken fliegen wollte.
Laut Chronik der Aargauischen Wiggertalgemeinden erlitt der Pilot E.G. der Fliegerstaffel 12, von Strengelbach, am 20. Januar 1970 den Fliegertod.

## Flugzeuge
- Dewoitine D1+
- Dewoitine D9
- Comte AC1
- Dewoitine D-27
- Morane D-3800
- Morane D-3801
- Messerschmitt Bf 109
- De Havilland DH.100
- De Havilland DH.112 Venom
- Northrop F-5
- Pilatus PC-9
- Pilatus PC-7

## Bekannte Staffelangehörige
- Claude Nicollier war Milizpilot der Fliegerstaffel 5 und kam zur Staffel 12, nachdem er die Altersgrenze für Militärjets überschritt.[51]

## Belege
- Zielflugstaffel 12 auf der offiziellen VBS Homepage (Memento vom 3. März 2016 im Internet Archive)